# Karen Rasmussen
Karen Rasmussen, född 19 februari 1905 i Bergen, Norge, död 25 januari 2002 i Enskede-Årsta församling, Stockholm, var en svensk-norsk skådespelare.

## Biografi
Rasmussen studerade i Oslo, Stockholm och Paris och scendebuterade på Trondheims teater 1923 som Helga i pjäsen Geografi og kjærlighet och var därefter anställd där till 1925. Efter olika kortare engagemang spelade hon 1930–1935 på Södra Teatern.  
Rasmussen filmdebuterade 1922 i Norge. Hon kom att medverka i fyra svenska filmproduktioner. 
Hon gifte sig 1930 med skådespelaren Nils Jacobsson (1900–1981), de fick dottern Anne-Marie (1943–2015, gift Liljegren). De är begravda på Skogskyrkogården i Stockholm.

## Filmografi
- 1922 – Farende folk
- 1926 – En sommarfilm utan namn
- 1934 – Fasters millioner
- 1934 – Sången om den eldröda blomman
- 1940 – Blyge Anton

## Teater

### Roller (ej komplett)
| År   | Roll           | Produktion                                                            | Regi               | Teater                        |
| ---- | -------------- | --------------------------------------------------------------------- | ------------------ | ----------------------------- |
| 1922 | Marietta       | Bajadären Emmerich Kálmán, Julius Brammer och Alfred Grünwald         |                    | Trondheims teater             |
| 1923 | Helga          | Geografi og kjærlighet                                                |                    | Trondheims teater             |
| 1927 |                | Smällkaramellen Jean Gilbert, Leo Kastner och Alfred Möller           | Oskar Textorius    | Vasateatern                   |
| 1927 | Mabel          | Drottning Helena Oscar Straus, Ernst Marischka, Bruno Granichstaedten | Naima Wifstrand    | Folkteatern                   |
| 1928 |                | Svalboet Bruno Granichstaedten och Ernst Marischka                    | Oskar Textorius    | Vasateatern                   |
| 1931 | Greta Haglund  | Sympatiska Simon Fridolf Rhudin (även regi) och Henning Ohlson        |                    | Södra Teatern                 |
| 1932 | Medverkande    | Här va' de'!, revy Gösta Stevens och Kar de Mumma                     | Björn Hodell       | Södra Teatern                 |
| 1932 |                | Vi som går köksvägen Gösta Stevens                                    | Nils Lundell       | Södra Teatern                 |
| 1933 |                | Den tappre soldaten Schwejk Jaroslav Hašek                            | Oscar Winge        | Södra Teatern                 |
| 1933 | Josefina       | Lyckliga Jönsson Toralf Sandø                                         | Björn Hodell       | Södra Teatern                 |
| 1936 | Medverkande    | Hm, sa greven, revy Kar de Mumma                                      | Harry Roeck Hansen | Blancheteatern                |
| 1937 |                | Julia ordnar allt Fred Duprez                                         | Björn Hodell       | Vanadislundens friluftsteater |
| 1937 |                | Tre trallande trubadurer Ernst Berge                                  |                    | Vanadislundens friluftsteater |
| 1942 | Erica Mogensen | Lille Napoleon Paul Sarauw                                            | Max Hansen         | Vasateaterns turné            |
| 1946 | En jungfru     | Man kan aldrig veta George Bernard Shaw                               | Harry Roeck-Hansen | Blancheteatern                |